# Schoeniparus
Schoeniparus és un gènere d'ocells de la família dels pel·lorneids (Pellorneidae).

## Taxonomia
Segons la classificació del Congrés Ornitològic Internacional (versió 11.1, 2021) aquest gènere està format per 7 espècies:
- Schoeniparus cinereus - matinera menuda gorjagroga.
- Schoeniparus castaneceps - matinera menuda ala-roja.
- Schoeniparus klossi - matinera menuda d'Annam.
- Schoeniparus variegaticeps - matinera menuda frontgroga.
- Schoeniparus rufogularis - matinera menuda de collar.
- Schoeniparus dubius - matinera menuda coronada.
- Schoeniparus brunneus - matinera menuda de Gould.